# クルト・ベック
クルト・ベック（Kurt Beck、1949年2月5日 - ）は、ドイツの政治家。ドイツ社会民主党（SPD）所属。2006年5月から2008年10月まで、SPD党首を務めた。1994年から2013年までラインラント＝プファルツ州首相。

## 経歴

### 技師から政治家に
ラインラント＝プファルツ州バート・ベルクツァーベルン(Bad Bergzabern)生まれ。父は煉瓦職人で、カトリックの家庭。国民学校を卒業したのち1963年から1968年に電気技師の職業訓練を受ける。1968年に結婚して一男をもうける。1969年に兵役を終了。軍の施設で電信技術者として働きながら、1969年から夜間学校に通い、1972年に中等教育修了資格を取得。労働組合の個人相談役などをする。
当時の首相ヴィリー・ブラントの人柄やドイツ社会民主党（SPD）の党綱領に共感し、1972年にSPDに入党。1974年に南ヴァインシュトラーセ（「ワイン街道」）郡の郡議会議員に初当選。1979年にはラインラント＝プファルツ州議会議員に初当選。1982年に州議会SPD社会政策担当広報官。1985年、州議会SPD議員団事務局長。1989年、住所のあるシュタインフェルトの区長を兼任（1994年まで）。1991年、州議会SPD院内総務。

### 州首相
1993年、同州首相で州代表のルドルフ・シャーピングがSPD党首となったため、SPDのラインラント・プファルツ州代表に就任。ドイツ連邦議会議員に転じたシャーピングはベックを後継の州首相候補に指名。SPDは1994年の州議会選挙で勝利し、ベックは10月26日に州首相に選出された。自由民主党（FDP）との連立を維持することで1996年、2000年、2006年の州議会選挙を勝ち抜き、州首相として長期政権を維持している。2003年には党の実力者としてSPD副党首に就任。2006年の州議会選挙でSPDは単独で過半数を獲得。ベックはそれでもFDPとの連立維持を申し出たが、FDP側が拒否して単独政権となっている。2007年10月にバイエルン州のシュトイバー州首相が退任したため、ベックはドイツ各州の首相の中で最古参となった。2011年の州議会選挙では、得票率を10％近く減らし、11議席を減らしたが、第一党を維持した。SPDは議席0から躍進した緑の党と連立した。ベックの州首相在職中、終日校や無料保育所の整備が推進され、また州の失業率はドイツ各州では3番目に低い7％に抑えられた。

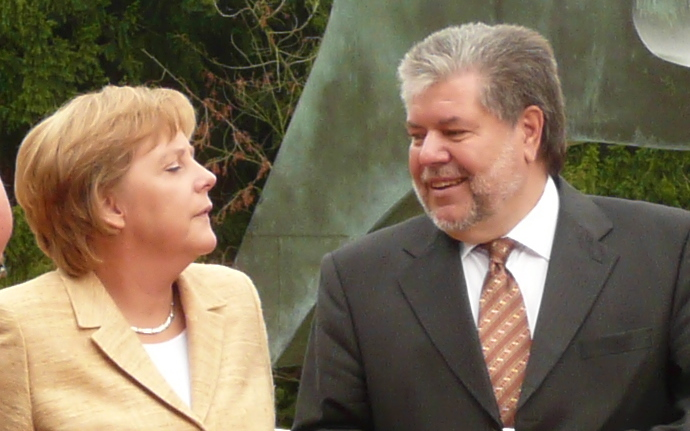
アンゲラ・メルケル首相（左）とベック（2007年9月19日）

### SPD党首
2005年の連邦議会選挙でSPDは第一党から転落、ゲアハルト・シュレーダー政権は退陣し、フランツ・ミュンテフェーリング党首も責任をとって辞任した。後任には唯一立候補したブランデンブルク州首相のマティアス・プラツェックが選出されたが、健康不安を理由に翌年4月に辞任。後任として副党首のベックが推され、2006年5月14日に95％の得票で正式にSPD党首に選ばれた。SPDは連邦議会第一党のキリスト教民主同盟CDUとアンゲラ・メルケル内閣で大連立を組んでいるが、政策面で食い違いが多く、党首としてベックが連立パートナーに苦言を呈する場面が多い。一方でSPD党内でもメルケル内閣の副首相を務める調整役のミュンテフェーリングとのさや当てが囁かれた。2007年11月、ミュンテフェーリングが副首相辞任を表明した際も、連立与党党首として当然求められた入閣を即日拒否して「私は閣外で批判的立場にいるほうが良い」と述べたことにもその姿勢が窺える。
ベックは2007年の党大会で、新自由主義的とも批判されていたシュレーダー前首相の新中道路線をやめ、SPDの左回帰に舵を切った。しかし世論調査の度にベックの個人的人気のなさが報じられ、ミュンテフェーリングやフランク＝ヴァルター・シュタインマイヤー外相（SPD副党首）とのすれ違いが目立つようになった。2008年9月7日、翌2009年に予定されている次期総選挙では知名度・人気の高いシュタインマイヤーを首相候補に立て、自らは身を引くと表明。同時にマスコミによる情報のミスリードが多く党首としての権威を保てないとして、突如党首辞任を表明した。

### 政界引退
2012年9月、長年務めた州首相を辞任する意志を表明し、後任に自身の内閣からマル・ドライヤー社会・労働・保健・人口相を指名した。翌2013年1月に州首相と辞任し、ドライヤーが後継州首相に選出された。直後の自身の64歳の誕生日である2月5日には州議会議員も辞職して政界を引退した。2013年5月から地元の企業であるベーリンガーインゲルハイムの相談役を務める。2015年12月に脳卒中で治療を受けた。

## 表彰・その他
1999年からZDF顧問委員会委員長。その他ドイツ連邦共和国功労勲章大功労十字星大綬章、レジオン・ドヌール勲章（士官級）受賞。福建省名誉市民。2006年11月7日から社会主義インターナショナル副議長を務める。